# Les Jolies Céramiques au kaolin
Les Jolies Céramiques au Kaolin est une société française dont le siège social est situé à Paris.
La structure coordonne les activités de plusieurs entreprises du secteur des émaux, de la faïence, de la céramique et du cristal.

## Histoire
En 1996, Jean-Claude Kergoat reprend la manufacture des Émaux de Briare basée à Briare dans le département du Loiret.
La société Les Jolies Céramiques au Kaolin est immatriculée au tribunal de commerce de Paris le 17 janvier 1997 suivie le 21 janvier 1997 de Janus Cession Konsult - Kapitalinvestering, sa société de conseil pour les affaires et autres conseils de gestion.
Le 6 février 2001, la société fabricant les émaux de Briare est immatriculée au tribunal de commerce d'Orléans (Loiret) sous la dénomination Émaux et mosaïques.
En 2002, l'offre de reprise du porcelainier de Mehun-sur-Yèvre (Cher), Pillivuyt, alors en difficulté financière, est repoussée.
Le 6 janvier 2003, l'usine Cérafrance située à Ferrières-en-Bray dans le département de Seine-Maritime est rachetée par Les Jolies Céramiques au Kaolin. Les statuts du Cérafrance Industrie sont déposés le 21 janvier 2003 au tribunal de commerce de Dieppe.
La société Aurum Ceramics, appartenant au groupe et spécialisée dans la métallisation de carreaux céramiques, est radiée du registre du tribunal de commerce d'Orléans le 18 mai 2007.
En 2012, la chambre commerciale du tribunal de grande instance de Metz désigne Les Jolies Céramiques au Kaolin pour reprendre le groupe Faïence et cristal de France,, qui comprend la faïencerie de Niderviller (Moselle), la faïencerie de Lunéville-Saint-Clément (Meurthe-et-Moselle), la cristallerie de Portieux (Vosges) et la cristallerie de Vallérysthal (Moselle), et placé en liquidation judiciaire,,.
En avril 2014, la société dépose une offre de reprise pour la faïencerie de Gien, rejetée en mai 2014 par le tribunal de commerce d'Orléans (Loiret),.
En septembre 2015, le groupe reprend les Carrelages Boutal de Salernes après une décision du tribunal de commerce de Draguignan (Var) et créée une nouvelle société Céramiques Pierre Boutal le 28 septembre 2015,.
En 2022, la faïencerie de Lunéville Saint-Clément ferme, à l'issue d'une lente agonie.

## Présentation
Les Jolies Céramiques au Kaolin est une société anonyme et la société mère qui coordonne les activités de plusieurs entreprises du secteur des émaux, de la faïence, de la céramique et du cristal. Son siège social est situé au 91 quai de Valmy dans le 10e arrondissement de Paris,.
| Société                                    | Siège social      | Filiales ou marques                   | Activités                                                                | Date de création |
| ------------------------------------------ | ----------------- | ------------------------------------- | ------------------------------------------------------------------------ | ---------------- |
| Janus Cession Konsult - Kapitalinvestering | Paris 7e          | Evrard                                | Conseil pour les affaires et autres conseils de gestion                  | 1997             |
| Émaux et mosaïques                         | Briare            | Émaux de Briare                       | Fabrication de carreaux en céramique                                     | 1837             |
| Établissements Carré                       | Paris 10e         | Capron Céramiques Carré               | Fabrication de carreaux en céramique                                     | 1888             |
| Cérafrance Industrie                       | Ferrières-en-Bray | Desmarquest                           | Fabrication de produits réfractaires                                     | 1804             |
| Junkers Chemikalien & Keramik              | Briare            | Aurum Ceramics                        | Fabrication de carreaux céramiques                                       | 1980             |
| Faïence & Cristal Fins                     | Niderviller       | faïencerie de Niderviller             | Fabrication d'articles céramiques à usage domestique ou ornemental       | 1735             |
| Faïence & Cristal Fins                     | Niderviller       | faïencerie de Lunéville-Saint-Clément | Fabrication de faïences Commerce de détail d'autres équipements du foyer | 1730, 1758       |
| Faïence & Cristal Fins                     | Niderviller       | cristallerie de Portieux              | Fabrication de verre creux                                               | 1690             |
| Faïence & Cristal Fins                     | Niderviller       | cristallerie de Vallérysthal          | Fabrication de verre creux                                               | 1699             |
| Céramiques Pierre Boutal                   | Salernes          | Sette                                 | Fabrication de produits en terre cuite                                   | 1880             |
| Deshoulières                               | Foëcy             | Apilco, Doralaine                     | Fabrication de porcelaines                                               | 1799             |